# Camponotus armstrongi
Camponotus armstrongi é uma espécie de inseto do gênero Camponotus, pertencente à família Formicidae.